# Lopez Jaena
Lopez Jaena é um município de  quarta classe de renda municipal (d) na província Misamis Ocidental, nas Filipinas. De acordo com o censo de 1 de maio  de  2020 possui uma população de 25 507 pessoas e 6 282 domicílios.